# Klek (Istočno Novo Sarajevo)
Pour les articles homonymes, voir Klek.
Klek (en serbe cyrillique : Клек) est un village de Bosnie-Herzégovine. Il est situé sur le territoire de la ville d'Istočno Sarajevo, dans la municipalité d'Istočno Novo Sarajevo et dans la république serbe de Bosnie. Selon les premiers résultats du recensement bosnien de 2013, il compte 149 habitants.

## Géographie
Le village est situé au bord de la Kasindolska rijeka et de la Sušica.

## Démographie

### Évolution historique de la population dans la localité
| 1948 | 1953 | 1961 | 1971 | 1981 | 1991 | 2013 |
| ---- | ---- | ---- | ---- | ---- | ---- | ---- |
| -    | -    | 229  | 206  | 189  | 178  | 149  |

|  |

### Répartition de la population par nationalités (1991)
En 1991, les 178 habitants du village étaient tous serbes.